# Gian Giacomo Planteri
Gian Giacomo Planteri, noto anche come Plantery (Torino, 1680 – 26 aprile 1756), è stato un architetto italiano.

## Biografia
Si sposò due volte: la prima volta con Cristina Maria Comune, zia di Bernardo Vittone, da cui ebbe sei figli; la seconda volta con Rosa Francesca Chiaves, da cui non ebbe figli.
Tra le sue opere il palazzo Saluzzo Paesana (1718), il Palazzo Cigliano (1722), il palazzo Benso di Cavour (1729) e il rifacimento di Palazzo Siccardi (1721). entrambi a Torino, e alcune chiese piemontesi, tra cui quella di S. Maria Assunta di Pieve di Scalenghe. Fu inoltre riorganizzatore dell'assetto urbanistico di Torino.
Nel 1712 fu eletto nel Consiglio decurionale di Torino in qualità di consigliere di seconda classe, non essendo di famiglia nobile: mantenne questo incarico fino alla morte e fu due volte sindaco di seconda classe di Torino, nel 1726 e per da settembre a dicembre 1751, in sostituzione dell'avvocato Giuseppe Marchetti. Per il comune di Torino esercitò sia l'attività vera e propria di ingegnere, sia un ruolo paragonabile a quello di assessore ai lavori pubblici.